# Franklin County, Ohio
Franklin County är ett administrativt område i delstaten Ohio, USA, med 1 163 414 invånare. Den administrativa huvudorten (county seat) är Columbus.

## Geografi
Enligt United States Census Bureau har countyt en total area på 1 407 km². 1 398 km² av den arean är land och 9 km² är vatten.

### Angränsande countyn
- Delaware County - nord
- Licking County - nordost
- Fairfield County - sydost
- Pickaway County - syd
- Madison County - väst
- Union County - nordväst

### Orter
- Bexley
- Canal Winchester (delvis i Fairfield County)
- Columbus (huvudort, delvis i Delaware county och Fairfield County)
- Dublin (delvis i Delaware County och Union County)
- Gahanna
- Grandview Heights
- Grove City
- Groveport
- Hilliard
- New Albany (delvis i Licking County)
- Pickerington (delvis i Fairfield County)
- Reynoldsburg (delvis i Fairfield County och Licking County)
- Upper Arlington
- Westerville (delvis i Delaware County)
- Whitehall
- Worthington